# ریشارد فون وایتسکر
ریشارد کارل فرایهیر فون وایتسکر (به آلمانی: Richard Karl Freiherr von Weizsäcker) (زاده ۱۵ آوریل ۱۹۲۰ – درگذشته ۳۱ ژانویه ۲۰۱۵)، سیاست‌مدار و ششمین رئیس‌جمهور آلمان اهل آلمان بود.
ریشارد فون وایتسکر از سال ۱۹۸۱ تا ۱۹۸۴، شهردار برلین غربی و ۱۹۸۴ تا ۱۹۹۴، رئیس‌جمهور آلمان بود. در دوره ریاست جمهوری او بود که الحاق دو آلمان، یعنی پیوستن آلمان شرقی به غربی، در ۳ اکتبر ۱۹۹۰ صورت گرفت. به نظر رسانه‌های آلمان او یکی از محبوب‌ترین سیاستمداران این کشور به‌شمار می‌رود.

## زندگی‌نامه
وایتسکر تحصیلات خویش را در دانشگاه گوتینگن انجام داد. پدر وی، ارنست فون وایتسکر، یکی از مدیران ارشد وزارت امورخارجه آلمان در دوره نازی بود؛ و خود وایتسکر نیز در زمان جنگ جهانی دوم در ارتش آلمان مشغول به خدمت بود. ریشارد در دادگاه نورنبرگ یکی از وکلای پدر خویش بود.

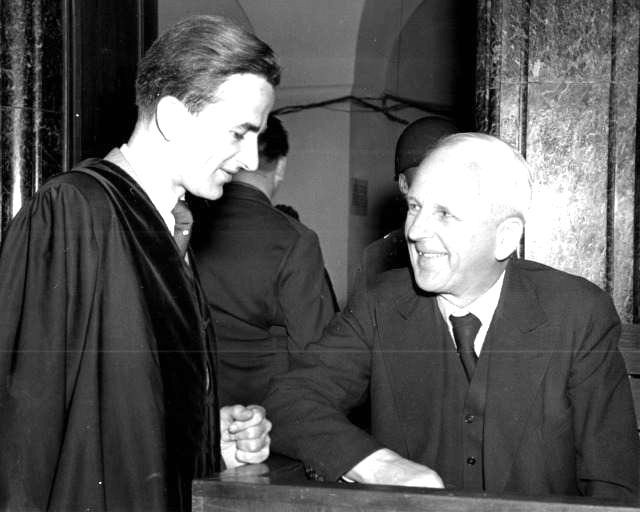
ریشارد فون وایتسکر و پدرش

وایتسکر در سال ۱۹۵۴ به حزب دموکرات مسیحی آلمان پیوست و از سال ۱۹۶۶ یکی از اعضای رهبری این حزب شد. وی برای نخستین بار در سال ۱۹۷۴ نماینده بوندس‌تاگ، شد.
ریشارد وایتسکر در سال ۱۹۷۴ نامزد ریاست جمهوری آلمان شد، اما در رقابت با والتر شیل، نامزد حزب دموکرات آزاد آلمان (FDP) شکست خورد.
وایتسکر از سال ۱۹۸۱ تا ۱۹۸۴ شهردار برلین غربی بود. وی به خاطر استقلال رای در برخی موارد در مخالفت با اکثریت حزب خود عمل می‌کرد.
وی در جدال‌های درون حزبی یکی از مخالفان هلموت کوهل، صدراعظم پیشین آلمان و رهبر وقت حزب دمکرات مسیحی به‌شمار می‌آمد.
سخنرانی تاریخی وی به مناسبت چهلمین سالگرد پایان جنگ جهانی دوم در ۸ مه ۱۹۸۵ همچنان در خاطره مردم آلمان زنده است. وی از نخستین مقامات رسمی آلمان بود که ۸ مه را «روز نجات و رهایی» آلمان خواند. وی در این سخنرانی تاریخی تصریح کرد که شکست آلمان در جنگ جهانی دوم باید به معنای «رهایی از نظام ضدانسانی و حکومت مستبدانه حزب ناسیونال سوسیالیسم» تلقی شود.
ریشارد فون وایتسکر که در دو دورهٔ متوالی مقام ریاست‌جمهوری آلمان را در دهه هشتاد و نود قرن بیستم بر عهده داشت، از اعتبار بالایی نزد مردم و احزاب این کشور برخوردار بود و است.

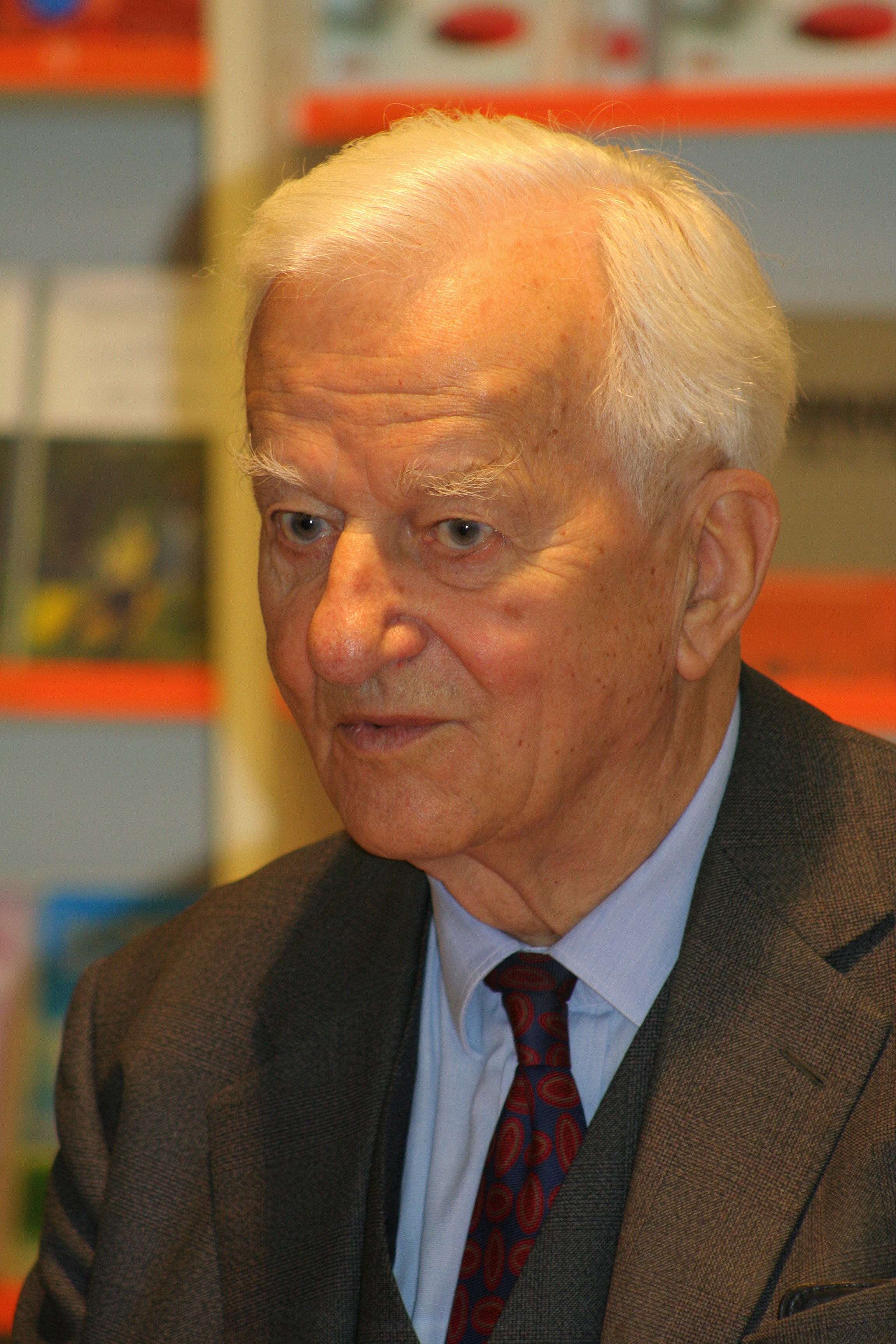
ریشارد فون وایتسکر در سال ۲۰۰۹

یواخیم گاوک، رئیس‌جمهور فعلی آلمان از نقش سیاسی وایتسکر تقدیر کرد. گاوک گفت: 
«ریشارد فون وایتسکر انسانی والا و رئیس‌جمهوری برجسته بود. موضع سیاسی وایتسکر مبنی بر عدم جدایی میان ۸ مه (روز شکست آلمان نازی) و ۳۰ ژانویه ۱۹۳۳ (روز قدرت‌گیری هیتلر) بدل به یکی از «مبانی غیرقابل تغییر» در رفتار و ذهن بسیاری از آلمانی‌ها شده‌است.

به گفته گاوک، 
ریشارد فون وایتسکر «به گونه‌ای ماندگار، شأن و جایگاه ریاست جمهوری در آلمان» تحت تأثیر قرار داده‌است. وایتسکر شاهدی برای صد سال گذشته بوده و خدمات وی به کشور آلمان هیچگاه فراموش نخواهد شد.»
ریشارد فون وایتسکر، در ۳۱ ژانویه ۲۰۱۵ در سن ۹۴ سالگی در شهر برلین درگذشت.